# 鈴村久
鈴村 久（すずむら ひさし、1939年10月15日 - ）は愛知県出身のプロゴルファー。

## 来歴
名古屋工業高校卒業。
1962年にプロ入りし、1964年の日本プロでは2日目に当時49歳の大ベテラン戸田藤一郎と共に2位タイに付け、最終日には橘田規が最初の9ホールで39と崩れ、石井朝夫と共に首位に立つ。橘田がすぐに追いつくと、鈴村は9番で痛恨のダブルボギーで3位に終わる。
1965年の日本オープンでは橘田・内田繁・柳田勝司に次ぐと同時に藤井義将・陳清波（ 中華民国）・安田春雄・杉原輝雄を抑えての6位に入り 、1966年には長崎オープンで石井裕士・木本与・石井朝を抑えて優勝。
1967年の中日クラウンズでは大会前に中村寅吉から指導を受け、初日に10番から13番にかけた4連続バーディを含む66をマークして単独2位に付ける。2日目には好調なパットで68をマークし、通算6アンダー単独トップで終え、鈴村にとって初めてのトーナメントリーダーとなる。3日目は1打差の通算5アンダーで石井冨士夫と共に2位タイに付けるが、最終日はビッグタイトルのプレッシャーからか、杉本英世と中村に挟まれて前日までのプレーができなかった。1番のティショットを左の林に入れボギー、4、7番のショートでもバンカーに入れるなどしてボギーを連発。それでもアウトを終えた鈴村は7アンダーで依然首位をキープしたが、11番でバーディを奪った謝永郁（中華民国）が追い詰める。謝が18番でバーディパットを決めた時、鈴村は17番で絶対に入れてはいけない左の深いバンカーへ落として無念のボギーとなる。結局この1打が勝負の明暗を分け、この日65をマークした謝の逆転優勝を許す2位と涙を飲んだ。　
1968年の中日クラウンズでは、2日目に佐藤精一・石井裕と共に首位の安田を2打差で追う3位に付け、3日目には安田と共に正確なショットで手堅くスコアをまとめ、安田と1打差の2位へと順位を上げた。最終日は安田がミスをしてもすぐに取り返す気迫のプレーを展開し、鈴村も同様にしぶといゴルフでスコアを崩すことなく、互いに一歩も譲らぬ接戦を演じる。安田が鈴村を1打リードして迎えた18番、安田が第1打を林に打ち込み痛恨のボギーとなり、鈴村は手堅くパーセーブして土壇場で追いつき、共にトータル2アンダーでホールアウトする。優勝の行方は、10、17、18番の3ホールで争われるプレーオフにもつれ込んだ。最初の10番、鈴村が1mに付けバーディパットを決めると、安田が1メートル半を外してパー。勝負が見えたかに思えたが、3ホール目の18番で安田がバーディを奪い返し、1番から1ホールごとの結果で勝敗を決めるサドンデス方式のプレーオフに突入。1番ホールに舞台を移してからも、両者は全く互角の戦いを見せる。5番で鈴村が第2打を右ラフへ入れてボギーを叩くも、安田も第2打を左奥の山へ打ち込んでボギー。夕闇が迫る中、迎えた6番で安田は安定したショットで無難に2オンするが、鈴村は第1打をラフへ打ち込み、そこからの2打目をグリーン左の崖下に落してしまう。3打目を松の枝に当てようやく4オンしたが、安田は2オン2パットのパーに収め、日本ゴルフ史上最長となる1時間40分、9ホールのプレーオフにようやく決着を見た。鈴村は健闘空しく惜敗し、2年連続2位に終わった。最後は当時28歳の鈴村と25歳の安田との体力差がくっきりと表れ、試合後に鈴村は「疲れた」と口にしたほか、あまりの長さに「両方優勝にしてやれ!」とギャラリーが声を出すほどであった。
1970年の日本プロでは初日に6アンダー、66をマークして首位に立ち、2日目も快調なプレーを見せていたが、終盤に急ブレーキがかかりパープレーの72と落とす。最終日には第3ラウンド終了時に橘田光弘に並ばれ、杉本・安田、陳健忠（中華民国）、青木功・矢部昭と共に7位タイに終わる。
1975年、初めて海外で開催された日本のトーナメント「クイリマ&タカヤマ・クラシック」に出場し、鈴村照男とペアを組んだダブルスで2日目に石井裕&石井冨ペアと並んでの3位タイに浮上。3日目には吉川一雄&鈴木規夫ペアと並んでの4位タイとし、最終日には通算574で吉川&鈴木・鷹巣南雄&金井清一ペアを抑えて優勝 。
1977年の東北クラシックでは2日目に6バーディーで66をマークして青木と並んでの3位タイに着け、3日目には呂良煥（中華民国）と並んでの2位タイに上がり、最終日には山本善隆と並んでの3位タイに入った。
1977年の札幌とうきゅうオープンでは7位、1978年の中部オープンでは井上幸一の2位に入った。
1977年の静岡オープンでは2日目に陳健&呂良&謝永の台湾勢に次ぐ日本勢最上位の4位に着け、最終日には8位に入った。
1978年の札幌とうきゅうオープンでは初日に晴れ、南南東の風4mと絶好のコンディションの中で素晴らしいショットとパットを見せ、9バーディー、2ボギーの65のコースレコードタイをマークし、首位に立った。2日目には快晴であったが南寄りの風が強く、インで大きく崩れ、通算3アンダー141で謝永・入江勉と並んでの5位タイに後退。3日目には吉川一雄と並んでの3位タイに再び浮上し、最終日は入江と並んでの3位タイであった。
1980年の中部オープンでは初日に65をマークし、64のコースレコードを出して首位の柴田猛と1打差の2位でスタートする。2日目には2日連続60台の69をマークし、通算10アンダー134で首位に立つ。3日目には内田の2位となるが、最終日にはオープン初優勝、18年目にしてツアー初優勝を飾る。
1981年のアジアサーキット・タイランドオープンでは泉川ピートと並んでの10位タイ、1985年の大京オープンでは倉本昌弘・渡辺司と並んで金井と5打差2位タイに入った。
1989年の中部オープンを最後にツアーから引退し、シニア転向後は5勝した。

## 主な優勝

### レギュラー
- 1966年 - 長崎オープン
- 1975年 - クイリマ&タカヤマ・クラシック（ダブルス、鈴村照とのペア）
- 1980年 - 中部オープン

### シニア
- 1989年 - 第一生命カップ・秋
- 1990年 - '90緑営グループ杯シニア
- 1991年 - 五島昇メモリアルとうきゅうシニア
- 1992年 - アイスターカップ’92
- 1999年 - '99日本プログランドシニア